# 大東化工
大東化工（だいとうかこう）は岐阜県岐阜市折立に本社を置き、印刷・OA・文具・美容資材の製造販売をしている企業。創業は昭和12年、創立は昭和16年。

## 沿革
- 昭和12年に岐阜市の長良平和通りに、前社長神山直治氏が大東紙工所を創業し製紙原料の取り扱いおよび、タイプ原紙の製造を始めた。
- 昭和16年には大東紙工株式会社とし、昭和18年に現在の大東化工株式会社に社名を変更。
- 昭和49年にはマレーシアを初めとし、56年にはインドネシア・61年にはタイでタイプ原紙の製造を開始した。
- 平成8年にはミャンマーにてタイプ印刷用インキの製造開始。
- 平成12年本社２階に「謄写技術資料館」を完成させた。謄写技術資料館では、歴代の謄写版やタイプライターなど情報機器や道具（和紙関連、鉄筆原紙加工機、鉄筆、英文タイプライター、ファックス製版機、鉄筆原紙、謄写版、ヤスリ版、和文タイプライター、謄写輪転機）・印刷物（テレビドラマの台本、多色刷り年賀はがき、孔版画、昭和堂月報）を展示しており、さまざまな分野の人々が交流できるスペースとして活用されている。
- 平成20年以降は公益財団法人科学技術交流財団が主導する、中堅・中小企業における部材・加工技術とナノテクノロジーを併用し、東海地方を「世界有数のものづくり拠点」とすることを目指した「東海広域ナノテクものづくりクラスター」構想の中核となる参加研究機関に名を連ねている[1]。
- 平成25年8月から、静電気で貼り付き書き消し自由自在なぴたこんシートを発売開始した。
- 機能性フィルムの分野では新たにぴたこんラベルシリーズを追加し、様々な加工技術を提供している。

## 事業所
- 本社工場　　岐阜市折立364-1
- 伊自良工場　岐阜県山県市大森221

## 脚註・出典
1. ↑  {{{1}}} (PDF)  - 文部科学省 2013年7月10日閲覧